# 켄들 마셜
켄달 마샬(Kendall Marshall, 1991년 8월 19일 ~ )은 미국의 농구 선수이자, 미국 프로 농구 로스앤젤레스 레이커스의 선수이다. 마샬은 버지니아주 덤프리스에서 자랐고, 비숍 오코넬 고등학교에 입학했다. 마샬은 2012년 NBA 드래프트에서 전체 13순위로 피닉스 선스에 지명되었다.

## 고등학교 시절
마샬은 고등학교 4학년 시절 비숍 오코넬 고등학교를 2010년 버지니아주 챔피언으로 이끌었다. 또한 마샬은 비숍 오코넬 고등학교를 워싱턴 가톨릭 어슬레틱 컨퍼런스 4강까지 이끌기도 했다. 마샬은 고등학교 4학년 시절 평균 15.3점, 9리바운드, 6어시스트를 기록했다.

## 대학 시절

### 1학년
노스캐롤라이나 대학교에 입학 후, 마샬은 주전 포인트가드였던 래리 드류 2세의 백업을 맡았다. 하지만 조지아 공대와의 경기에서 20점 차이로 대패하자, 로이 윌리엄스 감독은 마샬을 주전으로 기용하는 도박을 감행했다. 결국 드류 2세는 UCLA로 전학을 갔고 마샬은 주전 포인트가드로 입지를 굳혔다. 마샬은 2월 6일 플로리다 주립대학교와의 경기에서는 16개의 어시스트를 기록하는 동안 단 3개의 턴오버만을 범하는 맹활약을 펼쳤다.

### 2학년
마샬은 환상적인 2학년을 보냈다. 마샬은 노스캐롤라이나 대학교 역사상 단일 시즌 어시스트 기록을 세웠다. 이전까지 최고 기록은 에드 코타의 몫이었다. 마샬은 2012년 3월 9일 311개째 어시스트를 배달하며 ACC 컨퍼런스 단일 시즌 최다 어시스트 기록마저 갈아치웠다. 이전 기록은 조지아 공대 소속의 크레이그 닐이 세웠던 310개. 아울러 그가 이 기간에 기록한 단일시즌 351어시스트는 역대 NCAA 디비젼1에서의 4번째에 해당하는 기록으로 1위는 87년 406개를 기록한 UNLV의 마크 웨이드다.
마샬은 크레이튼 대학교와의 NCAA 토너먼트 경기에서 레이업 후 착지하다가 손목이 골절되는 부상을 얻었다. 남은 시즌동안 복귀할 수 없는 큰 부상이었고, 마샬이 빠진 노스캐롤라이나 대학교는 지역 파이널에서 캔자스 대학교에 패했다. 마샬은 2012년 밥 쿠지 어워드를 수상했는데 노스캐롤라이나 대학교 소속으로 밥 쿠지 어워드를 수상한 선수는 2005년 레이먼드 펠튼, 2009년 타이 로슨에 이어 세 번째다.

## 수상경력

### 고등학교
- 2010년 올-메트로폴리션
- 2010년 맥도널드 올-아메리칸

### 대학교
- 2012년 밥 쿠지 어워드
- 2012년 올-아메리칸 써드팀
- 2012년 올-ACC 세컨드팀
- 2011년 올-ACC 써드팀
- 2011년 올-ACC 1학년 팀

## NBA
2012년 3월 29일 마샬은 NBA 드래프트에 참가하겠다고 선언한다. 이 때 함께 드래프트 참가를 선언한 선수로는 듀크 대학교의 1학년 오스틴 리버스와 마샬의 동료인 해리슨 반즈(2학년), 존 헨슨(3학년), 타일러 젤러(4학년) 등이다. 마샬은 전체 13순위로 지명되었고, 이는 골든 스테이트 워리어스에 지명된 해리슨 반즈에 이어 노스캐롤라이나 대학교 출신으로는 두 번째 지명이었다.
2012년 7월 16일 마샬은 피닉스 선즈와 2년간의 루키 계약에 3년째 팀 옵션이 있는 계약에 동의했다. 이어 섬머리그에 참가한 마샬은 첫 경기에서 5어시스트와 3스틸을 기록했다. 마샬은 2012년 섬머리그 마지막 경기인 멤피스 그리즐리스와의 경기에서 15점, 10어시스트를 기록하며 팀의 승리를 이끌었다.

## 참조
1. ↑  http://sports.espn.go.com/ncb/tournament/2011/columns/story?columnist=katz_andy&id=6224000
2. ↑  http://content.usatoday.com/communities/campusrivalry/post/2012/03/uncs-kendall-marshall-fractures-right-wrist/1#.UDgtFdYaN8J